# Handball-Regionalliga Süd 1972/73
Die Saison 1972/73 der Handball-Regionalliga Süd war die vierte Spielzeit, welche der Süddeutschen Handballverband (SHV) organisierte und als zweithöchste Spielklasse im deutschen Ligensystem geführt wurde.

## Süddeutsche Meisterschaft
Meister und Aufsteiger in die Handball-Bundesliga wurde das Team der TV 1893 Neuhausen. Vizemeister wurde der TSV Birkenau, jedoch ohne Qualifikation für die Aufstiegsspiele. Einziger Absteiger war der TSV 1861 Zirndorf.

## Teilnehmer
An der Regionalliga Süd nahmen 8 Mannschaften teil. Neu dabei war der Aufsteiger TV 1893 Neuhausen. Nicht mehr dabei war der Absteiger FT 1844 Freiburg.
| - TSG Oßweil - TS Esslingen - TSV Birkenau - TuS Hofweier | - TSV 1861 Zirndorf - TSV 1860 Ansbach - TSV Allach 09 - TV 1893 Neuhausen (Aufsteiger) |  |

## Modus
Es wurde eine Hin- und Rückrunde gespielt. Der Erstplatzierte war Süddeutscher Meister und Aufsteiger
 in die Handball-Bundesliga 1973/74, der Letztplatzierte war Absteiger in seinen Landesverband.

### Abschlusstabelle
Saison 1972/73 
|    | Mannschaft            | Spiele | Punkte |
| -- | --------------------- | ------ | ------ |
| 1. | TV 1893 Neuhausen (N) | 14     | 23:5   |
| 2. | TSV Birkenau          | 14     | 22:6   |
| 3. | TSG Oßweil            | 14     | 19:9   |
| 4. | TuS Hofweier          | 14     | 18:10  |
| 5. | TSV 1860 Ansbach      | 14     | 13:15  |
| 6. | TSV Allach 09         | 14     | 10:18  |
| 7. | TS Esslingen          | 14     | 5:23   |
| 8. | TSV 1861 Zirndorf     | 14     | 2:26   |

 Süddeutscher Meister und Aufsteiger zur Handball-Bundesliga 1973/74
  „Für die Regionalliga Süd 1973/74 qualifiziert“ 
  Abstieg in die Bayernliga 1973/74

## Frauen
- 1. 1. FC Nürnberg
- 2. FC Bayern München
- 3. VfR Mannheim
- 4. Freiburger FC
- 5. SV Fellbach
- 6. SV Rot 1945